# Эносис (футбольный клуб, Парекклисия)
Эносис Неон Парекклисиа (греч. Ένωση Νέων Παρεκκλησιάς) — кипрский футбольный клуб, базирующийся в городке Парекклисия в районе Лимасол. Клуб был основан в 2006 году. Сезон 2013/2014 команда проводит во Втором дивизионе.

## История
Клуб был основан в 2006 году, практически являясь непрерывным продолжением клубов Спортивно-культурное объединение Парекклисия и ATE-ПEK Парекклисиас. Команда начала своё восхождение в иерархии кипрского футбола, играя в Четвёртом дивизионе, в котором она победила в сезоне 2009/2010 и получила повышение в Третий дивизион. В сезоне 2012/2013 клуб завоевал себе место на следующий год во Втором дивизионе.

## Достижения
- Победитель Четвёртого дивизиона Кипра: 1

2009/10.